# جون إيوارت (ممثل)
جون إيوارت (بالإنجليزية: John Ewart)‏ هو ممثل أسترالي، ولد في 26 فبراير 1928 في ملبورن في أستراليا، وتوفي في 8 مارس 1994 بسبب سرطان.

## وصلات خارجية
- جون إيوارت على موقع IMDb (الإنجليزية)
- جون إيوارت على موقع ألو سيني (الفرنسية)
- جون إيوارت على موقع أول موفي (الإنجليزية)
- جون إيوارت على موقع قاعدة بيانات الأفلام السويدية (السويدية)
- جون إيوارت على موقع قاعدة بيانات الفيلم (الإنجليزية)
- جون إيوارت على موقع كينوبويسك (الروسية)